# Новая (Вохомский район)
Новая — упразднённая деревня в Вохомском районе Костромской области России. Входила в состав Бельковского сельского поселения. Исключена из учётных данных в 2024 году.

## История
В 1966 году указом президиума ВС РСФСР посёлок Вохомской птицефабрики переименован в Новый.
Упразднена в 2024 году.

## Население
| 2008 | 2010 | 2014 |
| ---- | ---- | ---- |
| 0    | →0   | →0   |